# Мачело
Мачѐло (на италиански: Macello; на пиемонтски: Masel, Мазел) е село и община в Метрополен град Торино, регион Пиемонт, Северна Италия. Разположено е на 301 m надморска височина. Към 1 януари 2020 г. населението на общината е 1247 души, от които 48 са чужди граждани.